# Selección de golbol de los Países Bajos
La selección de golbol de los Países Bajos es el equipo nacional masculino de Países Bajos. Participa en competiciones internacionales de golbol.

## Juegos Paralímpicos
En los Juegos Paralímpicos de Verano de 1980 en Arnhem, Países Bajos, participaron doce equipos. El equipo terminó tercero. Nueva York fue sede de los Juegos Paralímpicos de 1984, donde participaron trece equipos y el equipo terminó noveno.